# سفارة جورجيا في فرنسا
سفارة جورجيا في فرنسا هي أرفع تمثيل دبلوماسي لدولة جورجيا لدى فرنسا. تقع السفارة في باريس وهي تهدف لتعزيز المصالح الجورجية في فرنسا.

## وصلات خارجية
- الموقع الرسمي
- قائمة سفارات جورجيا
- قائمة السفارات في فرنسا